# Comuna Zavadiv, Iavoriv
Zavadiv (în ucraineană Завадів) este o comună în raionul Iavoriv, regiunea Liov, Ucraina, formată din satele Kolonîți, Porubî, Șceplatî și Zavadiv (reședința).

## Demografie
Componența lingvistică a comunei Zavadiv
     Ucraineană (99,96%)
     Alte limbi (0,04%)
Conform recensământului din 2001, majoritatea populației comunei Zavadiv era vorbitoare de ucraineană (99,96%), existând în minoritate și vorbitori de alte limbi.